# 刘贯一
刘贯一（1908年—1991年），男，直隶通州宋庄镇大兴庄（今北京通县）人，中华人民共和国政治人物。

## 生平
1924年冬，在包头加入中国社会主义青年团。1925年2月转为中国共产党员。1925年，到西安冯玉祥部任政治部宣传科干事。并以包头《西北日报》（后改为《中山日报》）记者身份工作。1927年秋，受组织派遣到国民革命军暂编第十九军（高桂滋）第六师第一团任政治指导员、蒙城县委书记，清党后到湖北省委任政治交通员。1928年初到皖北特委工作，3月赴蒙城组织国民革命军暂编第十九军第六师第一团第一营士兵暴动，未果。后任皖北特委宣传部副部长，到界首组织兵暴，被萧之楚部抓住险些丧命。脱险后逃往开封，以《河南民报》总编辑身份工作。1931年后在陕西、甘肃、山东等地开战抗日救亡工作。1936年1月26日受北方局派遣，任察哈尔省联络局书记，以《国民新闻报》编辑之名负责情报和宣传、统战。七七事变后，在太原的北方局联络局主编《广闻通讯》。1938年任豫鲁联络局（书记张友渔）副书记、书记。1938年5月下旬，豫东战事吃紧，河东省委根据长江局的指示，由开封移驻确山竹沟，并遵示接纳豫鲁联络局，建新省委统战委员会，彭雪枫兼主任，刘贯一任省委统战部长。1938年夏，为第五战区司令长官李宗仁的中共代表；1938年末调任夏邑县委书记兼县长。1939年，抵达新四军第四师，负责与国军孙桐萱、卫立煌部联络，1940年7月，新四军六支队改编为八路军第四纵队。8月刘贯一调任四纵队敌工部长。1941年初，四纵队改称新四军第4师，刘贯一任师敌工部长。调新四军军部任敌工科长、司令部军法处长。新编第一军军政委员会书记。
解放战争时期，在华东局国军工作部副部长、华东军区政治部联络部长、华东军区解放军军官总团政委、华东局西北军工委副主任。1949年留任山东分局秘书长。
中华人民共和国成立后，担任中国人民保卫世界和平大会工作委员会秘书长及抗美援朝总会秘书长兼总会机关党组书记、中国人民外交学会理事、中华人民共和国驻联合国代表团党组成员兼秘书长（未能成行）、世界和平理事会理事、1954年第一届全国人大代表、第二届全国人大常委会副秘书长。1959年，被下放锻炼任北京机械厂厂长。1963年中共山西省委常委兼山西省人民委员会副省长。文化大革命期间，1967年2月任山西省革命委员会核心小组（组长刘格平、副组长张日清）秘书长、山西省革命委员会副主任。1967年7月受批斗，监禁8年。晚年，他主编《冯玉祥选集》、《新四军及华东七省市地区敌军工作史》。